# Capela dos Ossos (Monforte)
Die Capela dos Ossos (Knochenkapelle) ist ein Beinhaus in Monforte in Portugal. Die Knochenkapelle gehört zur Hauptkirche der Kleinstadt, der Igreja Matriz de Monforte aus dem 18. Jahrhundert. Mit nur knapp vier Quadratmetern ist sie die kleinste der Knochenkapellen in Portugal. 

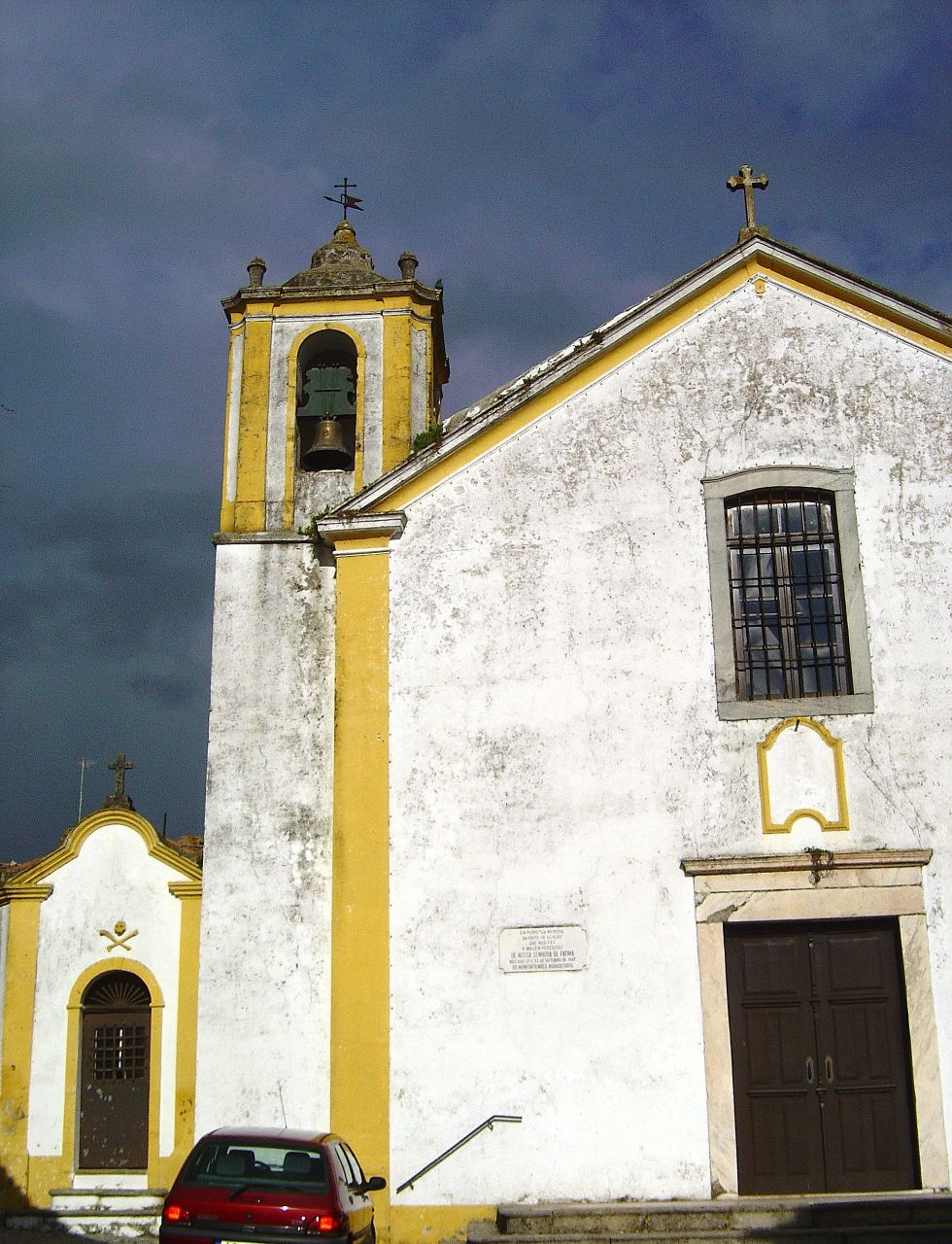
Die Igreja Matriz de Monforte, in der sich die Capela dos Ossos befindet

Die Wände sind mit strukturiert eingemauerten, durch Beinknochen getrennten Schädeln von etwa 600 Toten ausgekleidet. Deren genaue Herkunft und Hintergründe sind unbekannt, vermutlich befanden sich die Skelette im Boden des Friedhofs eines früheren Gotteshauses, als im 18. Jahrhundert dort die heutige Kirche errichtet wurde und die gefundenen Knochen in diesen Kapellenanbau geschafft wurden. Vermutlich entstand diese Knochenkapelle, ebenso wie die in Campo Maior, in Anlehnung an die Capela dos Ossos in Évora, die davor in der für die Region besonders bedeutenden Stadt bzw. Kirche entstanden war.
Die Kapelle kann von Besuchern der Kirche besichtigt werden, ist aber durch eine Metalgittertür abgesperrt und damit nur dann begehbar, wenn die Tür gelegentlich geöffnet wird.